# Conistra alicia
Conistra alicia är en fjärilsart som beskrevs av Yves de Lajonquière 1939. Conistra alicia ingår i släktet Conistra och familjen nattflyn. Inga underarter finns listade i Catalogue of Life.